# ويليام هارولد هيكس
ويليام هارولد هيكس هو سياسي كندي، ولد في 12 نوفمبر 1888 في كندا، وتوفي في 14 مايو 1974 بتشيليواك في كندا. حزبياً، نشط في الحزب الكندي التقدمي المحافظ. وقد انتخب عضو مجلس العموم الكندي.